# روث جبت
روث جبت (انگلیسی: Ruth Jebet؛ زادهٔ ۱۷ نوامبر ۱۹۹۶) یک دونده دو استقامت اهل بحرین است.
وی برنده مدال طلا بازی‌های المپیک تابستانی ۲۰۱۶ می‌باشد.